# Громо Сан Марино (Бергамо)
Громо Сан Марино је насеље у Италији у округу Бергамо, региону Ломбардија.
Према процени из 2011. у насељу је живело 328 становника. Насеље се налази на надморској висини од 723 м.